# Nomascus hainanus
Gibbon de Hainan
Espèce
Synonymes
- Hylobates hainanus Thomas, 1892

Statut de conservation UICN

 CR A2acd; B1ab(iii,v)+2ab(iii,v); C2a(ii); D : 
En danger critique
Statut CITES
Répartition géographique
Le gibbon de Hainan (Nomascus hainanus) est une espèce de primates de la famille des Hylobatidae, du genre Nomascus. Considérée précédemment comme une sous-espèce de Nomascus concolor ou Nomascus nasutus, ce taxon est reconnu comme une espèce depuis 2006, sur la base des différences de cris et de couleurs de fourrure. Endémique de l'île de Hainan en République populaire de Chine dont elle tire son nom, l'espèce est considérée comme en danger critique d'extinction par l'Union internationale pour la conservation de la nature qui l'a classée dans sa liste des 100 espèces les plus menacées au monde en 2012.

## Caractéristiques
La femelle est dorée, le mâle est noir.

## Écologie et comportement

### Alimentation
Nomascus hainanus est presque exclusivement frugivore, il se nourrit notamment de Litchi canensis, Nephelium topengii, et de figues.

### Reproduction
Cette espèce est polygame avec deux femelles en moyenne pour un mâle. La femelle initie la reproduction.

## Habitat et répartition
Cette espèce est endémique de l'île de Hainan en Chine. On la trouve en particulier dans la réserve naturelle de Bawangling.
Il y a soixante ans, dans les années 1960, on comptait près de 2000 gibbons de Hainan. En 2003, il n'en restait plus que 13. En 2019, la population s'élevait à 30 individus.